# Adetus curupira
Adetus curupira es una especie de escarabajo del género Adetus, familia Cerambycidae. Fue descrita científicamente por Galileo & Martins en 2006.
Habita en Brasil. Los machos y las hembras miden aproximadamente 13,9 mm. El período de vuelo de esta especie ocurre en el mes de febrero.